# Arnošt Herman
Arnošt Herman (2. května 1932 Mladá Boleslav – 13. března 2020 Střekov) byl český právník a spisovatel. Po maturitě na lounském gymnáziu v roce 1951 studoval následně na Právnické fakultě Karlovy univerzity v Praze. Působil jako soudce a advokát. Byl členem Obce spisovatelů a místopředsedou Severočeského klubu spisovatelů.

## Dílo
Od roku 1957 uveřejňoval soudničky v Dikobrazu, Svobodném slově, Práci či Průboji a posléze také v Ústeckém deníku. Svými povídkami přispíval do Literárního měsíčníku, Světa práce a Práce, v níž byla se svým dílem uspěl v soutěži uspořádanou v roce 1959, v níž se soupeřilo o nejlepší povídku.
Svoji novelu Dům na nábřeží a Pět minut po rozsudku začal v Průboji otiskovat od roku 1961, resp. 1968. Roku 1974 obdržel 3. cenu v umělecké soutěži SKNV a v následujícím roce získal Čestné uznání v umělecké soutěži SKNV.
V Severočeském nakladatelství vyšla jeho prvotina Muž na betonových schodech, na níž v roce 1979 následovala Velká bílá oblaka a Krůpěj rosy. Roku 1983 mu Československý spisovatel vydává knihu Žena v taláru, jež je téhož roku zdramatizována Janou Štěpánkovou pro Československý rozhlas. Dalšími díly jsou:
- Žena v taláru v druhém přepracovaném vydání (1990)
- Nad městem zářily hvězdy (2003) – o svých zážitcích z Mladé Boleslavi během druhé světové války
- Dlouhé dny čekání (2007) – popisuje zde svá studentská léta mezi roky 1945 a 1951
- Pět minut po rozsudku (2008)

Vedle Vladimíra Párala, Jiřího Švejdy, Václava Duška a Josefa Voláka byl řazen mezi Severočeskou literární školu.